# AMPA
AMPA（α-氨基-3-羟基-5-甲基-4-异恶唑丙酸），是一种化合物，AMPA受体的特异性激动剂，能模仿神经递质谷氨酸的作用。
中枢神经系统中有几种谷氨酸能离子通道，包括AMPA、红藻氨酸和N-甲基-D-天冬氨酸（NMDA）通道。在突触中，这些受体的用途非常不同。AMPA可在實驗中區分受體間活性的差異，以了解它们的功能。AMPA可产生快速兴奋性突触后电位（EPSP）。AMPA能激活作AMPA受體（一種非选择性阳离子通道），允许Na+和K+通过，逆轉電位接近0毫伏。
克羅格斯加德·拉森、奧諾雷等人合成了AMPA以及其他數种鹅膏蕈氨酸衍生物，以区分谷氨酸敏感受体和天冬氨酸敏感受体。